# Mormonia
Catocala là một chi bướm đêm thuộc họ Noctuidae.

## Hình ảnh

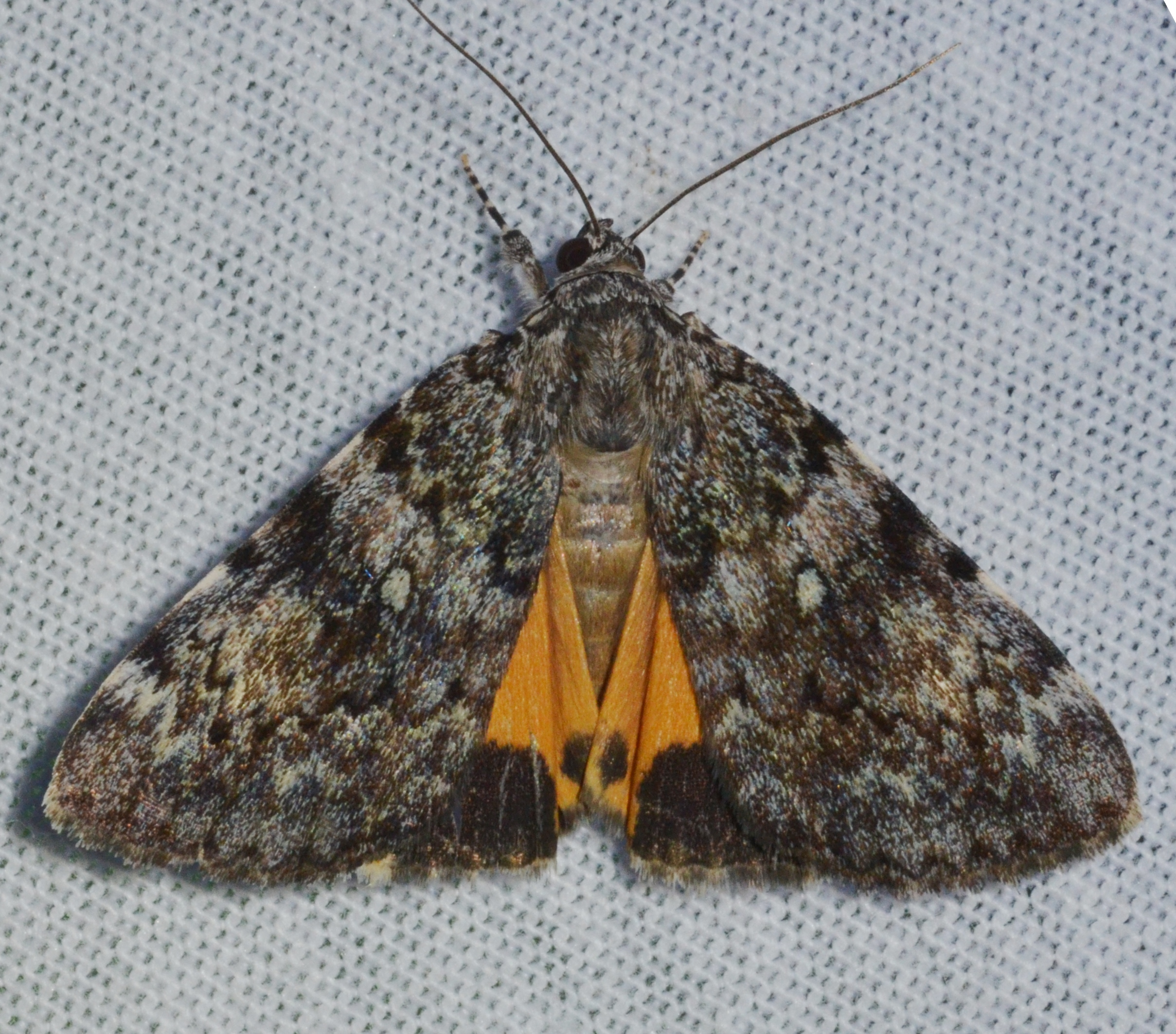
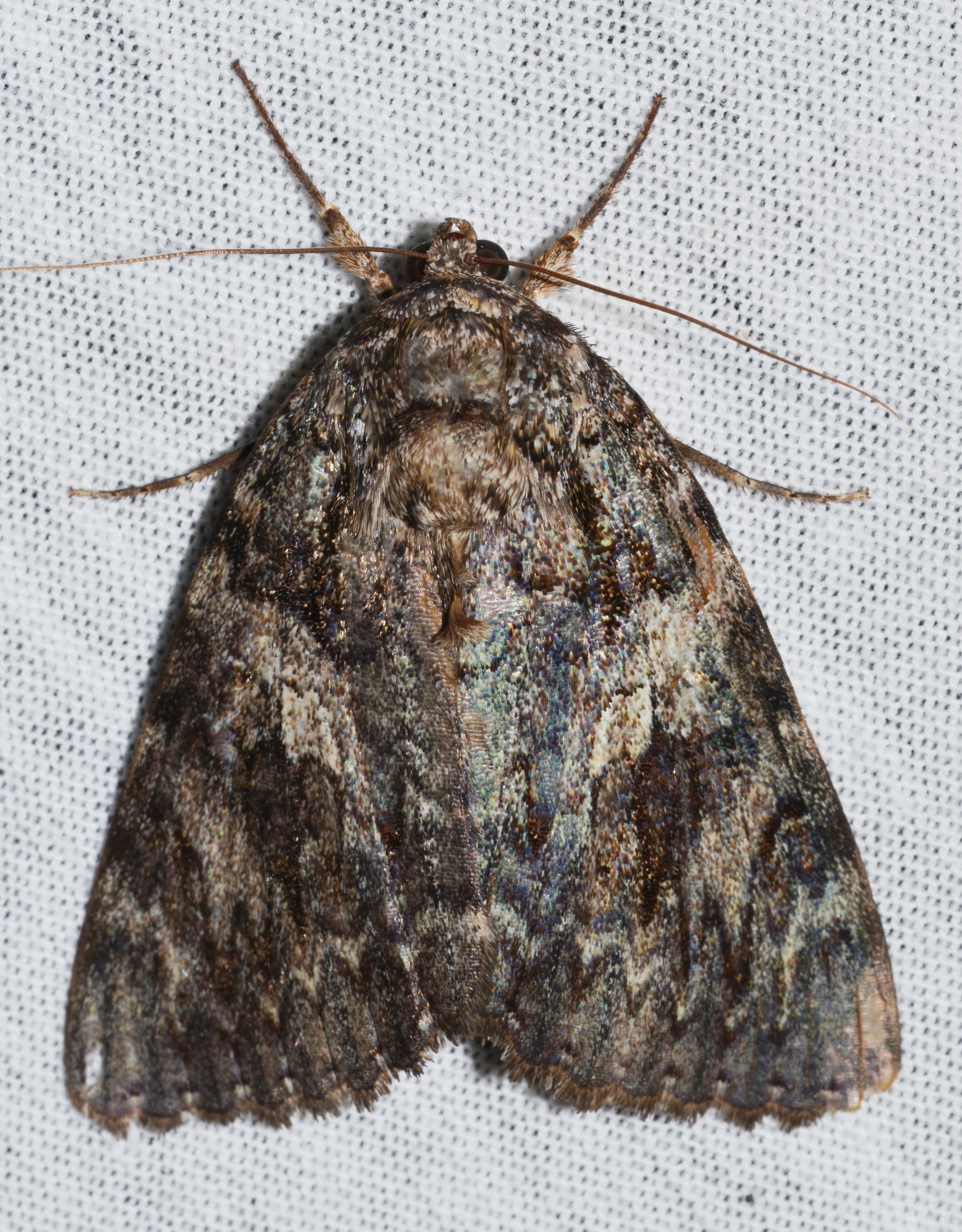
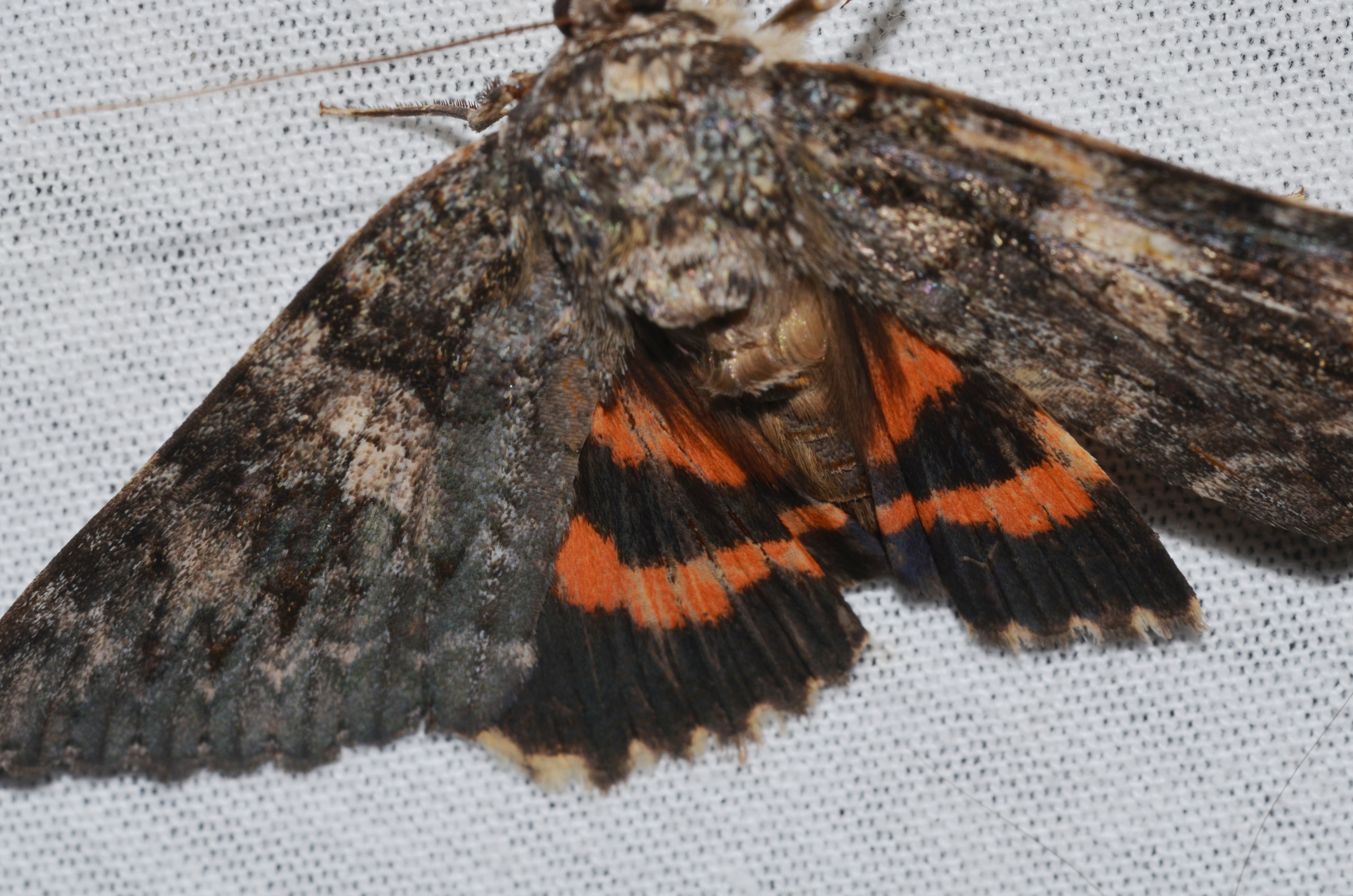
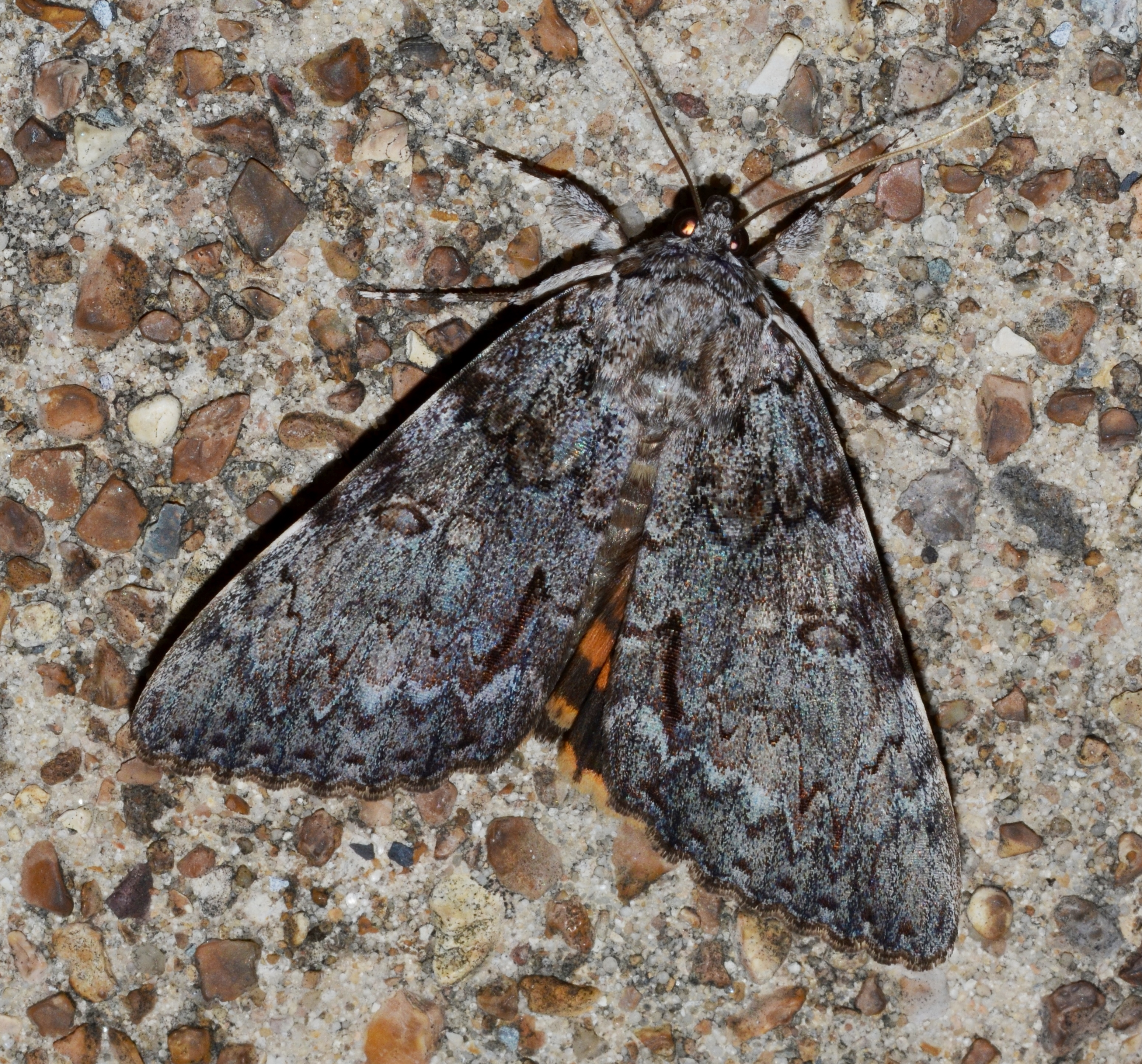